# 斯特鲁吉-克拉斯内耶
斯特鲁吉-克拉斯内耶（羅馬化：Strugi Krasnyye），又译红斯特鲁吉，是俄罗斯普斯科夫州的市级镇、斯特鲁吉-克拉斯内耶区行政中心及规模最大聚居地，也是该区唯一一座市级镇。地处普斯科夫州北部，位于州府普斯科夫东北方，有纳尔瓦河流域内一小河希罗夫卡河（Щировка）流经。
镇内设有同名铁路车站，位于卢加－普斯科夫线上。
该地2022年人口有4,121人；2010年人口8,447；2002年人口8,762；1989年人口7,009。